# Geel kijkgaatje
Het geel kijkgaatje (Monopis obviella), is een vlinder uit de familie Tineidae, de echte motten. De imago wordt wel verward met die van het Crème kijkgaatje (Monopis crocicapitella), dat echter een lichter gekleurde achtervleugel heeft. De spanwijdte van de vlinder bedraagt tussen de 10 en 13 millimeter. De soort komt verspreid voor over Europa.
De rups van het geel kijkgaatje leeft van dierlijke en plantaardige resten, met name wol.
Het geel kijkgaatje is in Nederland en in België een algemene soort. De soort vliegt van mei tot in oktober en is zelfs wel in december waargenomen.